# NGC 6450
NGC 6450 est une entrée du New General Catalogue qui concerne un corps céleste perdu ou inexistant ou encore un groupe d'étoiles dans la constellation d'Hercule. Cet objet a été enregistré par l'astronome américain Lewis Swift le 1er juillet 1884.